# Tramwaje w Mühlhausen/Thüringen
Tramwaje w Mühlhausen/Thüringen – zlikwidowany system komunikacji tramwajowej w wschodnioniemieckim mieście Mühlhausen/Thüringen, działający w latach 1898–1969.

## Historia
Pierwsze tramwaje na ulice Mühlhausen/Thüringen wyjechały 21 grudnia 1898. Tramwaje poruszały się po torach o rozstawie szyn wynoszącym 1000 mm. Od 1911 tramwajami przewożono oprócz pasażerów również towary, także w tym roku oddano do eksploatacji nową zajezdnię. 1 grudnia 1922 znacznie ograniczono kursowanie tramwajów w mieście z powodu trudnej sytuacji ekonomicznej. 1 września 1923 całkowicie wstrzymano ruch tramwajów w mieście, który wznowiono dopiero 1 marca 1924. W 1946 zamknięto linię Prinzenhaus – Stadtwald. Ostatnią linię tramwajową w Mühlhausen/Thüringen (Weißes Haus – Aue – Unterstadt – Bahnhof) zamknięto 27 czerwca 1969.